# Région du Hokuriku
La région de Hokuriku (北陸地方, Hokuriku chihō, littéralement « Terre du Nord ») est une zone géographique faisant partie de la région du Chūbu, sur Honshū, l'île principale du Japon.
On définit habituellement cette région comme comprenant les préfectures de Toyama, Ishikawa et Fukui (auxquelles on ajoute parfois la préfecture de Niigata). Cependant, on dit que les préfectures de Niigata et de Nagano forment à elles deux une région que l'on nomme Shinetsu (contraction des noms des anciennes provinces correspondant à ces deux préfectures, à savoir Shinano et Echigo). La région formée par ces cinq préfectures est nommée Hoku-shin'etsu (北信越). Ce dernier constitue d'ailleurs l'un des blocs législatifs utilisés pour l'élection à la proportionnelle de certains membres de la Chambre des représentants.  